# The Reaping
The Reaping (Brasil: A Colheita do Mal ) é um filme estadunidense de terror e suspense de 2007 dirigido por Stephen Hopkins e protagonizado por Hilary Swank.

## Sinopse
Katherine Winter (Hilary Swank) é uma ex-missionária cristã que perdeu a fé, e tenta desvendar cientificamente acontecimentos estranhos da cidade de Haven, enquanto os habitantes tentam provar que esses acontecimentos estão relacionados à religiosidade.

## Elenco
- Hilary Swank ... Katherine
- David Morrissey... Doug
- Idris Elba	... Ben
- AnnaSophia Robb... Loren McConnell
- Stephen Rea... Father Costigan
- William Ragsdale... Sheriff Cade
- John McConnell... Mayor Brooks
- David Jensen... Jim Wakeman
- Yvonne Landry... Brynn Wakeman
- Samuel Garland	...	William Wakeman
- Myles Cleveland...	Kyle Wakeman
- Andrea Frankle	... Maddie McConnell
- Mark Lynch	... Brody McConnell
- Stuart Greer... Gordon
- Lara Grice	... Isabelle